# Bēth
Cette page contient des caractères spéciaux ou non latins. S’ils s’affichent mal (▯, ?, etc.), consultez la page d’aide Unicode.
Pour les articles homonymes, voir Beth.
Bēth (ܒ) est la 2e lettre de l'alphabet syriaque.